# Lucien Baudrier
Lucien Alexandre Baudrier (Parigi, 13 dicembre 1861 – Ermont, 21 ottobre 1930) è stato un velista francese.

## Carriera
Partecipò ai giochi della II Olimpiade di Parigi nel 1900 a bordo di Nina Claire, con cui vinse una medaglia di bronzo nella prima gara della classe da una a due tonnellate mentre ottenne un quarto posto nella seconda gara della stessa classe. Prese parte anche alla gara di classe aperta ma non la completò.

## Palmarès
| Anno | Manifestazione | Sede   | Evento                 | Risultato |
| ---- | -------------- | ------ | ---------------------- | --------- |
| 1900 | Olimpiadi      | Parigi | Classe 1-2 ton, gara 1 | Bronzo    |